# Bulqizë (distrito)
Bulqizë (em albanês:  Rrethi i Bulqizës) Bulqizë foi um dos 36 distritos da Albânia, que foram dissolvidos em julho de 2000 e substituídos por 12 condados. Tinha uma população de 42.985 habitantes em 2001, e uma área de 718 km2 (277 m²). Localizada no leste do país, sua capital era a cidade de Bulqizë. A área do antigo distrito é coextensiva com o atual município de Bulqizë, que faz parte do Condado de Dibër.

## Divisões administrativas
O distrito consistia nos seguintes municípios:
- Bulqizë
- Fushë-Bulqizë
- Gjoricë
- Marthanesh
- Ostren
- Shupenzë
- Trebisht
- Zerqan